# Конфијенца
Конфијенца (итал. Confienza) је насеље у Италији у округу Павија, региону Ломбардија.
Према процени из 2011. у насељу је живело 1621 становника. Насеље се налази на надморској висини од 127 м.

## Становништво
| 1936. | 1951. | 1961. | 1971. | 1981. | 1991. | 2001. | 2011. |
| ----- | ----- | ----- | ----- | ----- | ----- | ----- | ----- |
| 2.848 | 2.720 | 2.390 | 2.021 | 1.810 | 1.692 | 1.636 | 1.671 |